# Capella Ovetari

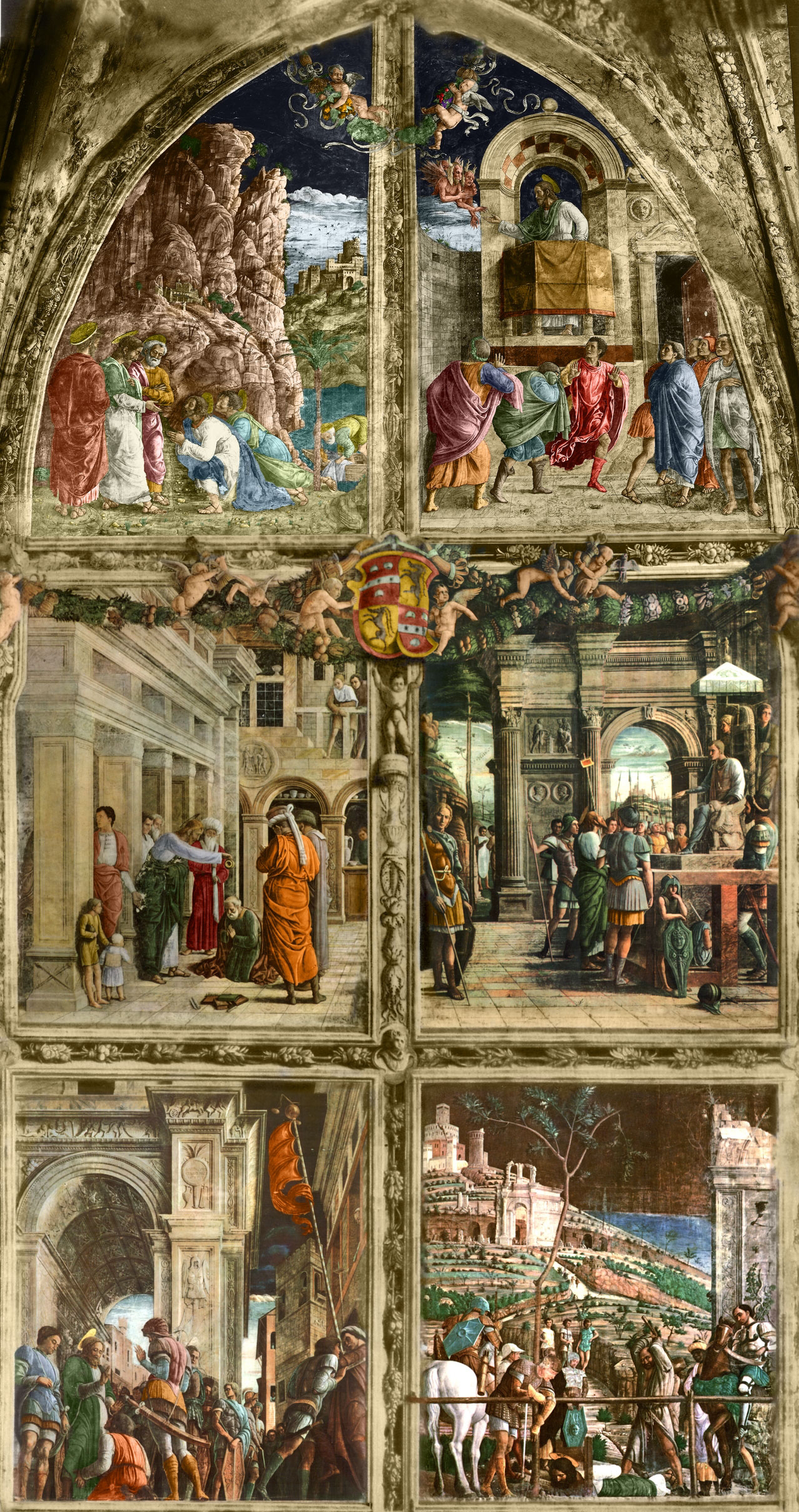
Històries de Sant Jaume (reconstrucció colorejada de fotografies en blanc i negre).

La Capella Ovetari (italià: Cappella Ovetari) és una capella que es troba a l'ala dreta de l'Església dels Eremitani de Pàdua. És famosa per un cicle de frescs del Renaixement d'Andrea Mantegna i altres, pintats de 1448 a 1457. El cicle va ser destruït per un bombardeig aliat el 1944: i només dues escenes i uns pocs fragments van sobreviure, que vann ser restaurats l'any 2006. No obstant es conserven fotografies en blanc i negre del conjunt.

## Descripció
La paret nord va ser pintada completament per Mantegna i inclou:
- La vocació dels sants Jaume i Joan
- St. Jaume Predicador
- St. Jaume bateja 'Hermògenes'
- Sentència de St Jaume
- Miracle de St Jaume
- Martiri de sant Jaume

La paret sud inclou els  Històries de Sant Cristòfol :
- Sant Cristòfol sortint del Rei  per Ansuino da Forli (atribuït)
- Sant Cristòfol i el Rei dels Diables  per Ansuino da Forli (atribuït)
- Sant Cristòfol transportant Nen  per Bono da Ferrara (signat)
- Sant Cristòfol predicant  per Ansuino da Forli (signat)
- Martiri de Sant Cristòfol  d'Andrea Mantegna
- Transport del cos decapitat de Sant Cristòfol d'Andrea Mantegna.